# Emilio Gino Segrè
Emilio Gino Segrè (1. února 1905, Tivoli – 22. dubna 1989, Lafayette) byl italský fyzik židovského původu. Proslavil se zejména objevem antiprotonu, za což obdržel společně s Owenem Chamberlainem v roce 1959 Nobelovu cenu za fyziku. V letech 1943 až 1946 pracoval v Národní laboratoři Los Alamos jako vedoucí skupiny v rámci projektu Manhattan.

## Biografie
Segrè se narodil do sefardské židovské rodiny v italském Tivoli poblíž Říma. Přihlásil se na římskou univerzitu La Sapienza jako student strojírenství. V roce 1927 změnil svůj obor na fyziku a již roku 1928 získal doktorát z fyziky (na univerzitě byl žákem Enrica Fermiho).
Po službě v italské armádě v letech 1928 až 1929 pracoval v roce 1930 s Otto Sternem v Hamburku a Pieterem Zeemanem v Amsterdamu jako vědecký pracovník Rockefellerovy nadace. V roce 1932 byl Segrè jmenován asistentem profesora fyziky na Římské univerzitě a v této pozici setrval až do roku 1936. V letech 1936 až 1938 byl ředitelem fyzikálních laboratoří na univerzitě v Palermu. Po návštěvě Radiační laboratoře v Berkeley Ernesta O. Lawrence mu byl v roce 1937 poslán molybdenový pás z laboratorního cyklotronového deflektoru, který vyzařoval anomální formy radiace. Po pečlivé chemické a teoretické analýze byl Segrè schopen dokázat, že část radiace je produkována dosud neznámým prvkem, dnes známým jako technecium, jenž se stal prvním uměle syntetizovaným chemickým prvkem, který se nenachází v přírodě.
Byl kolegou a blízkým přítelem Ettore Majorana, který záhadně zmizel v roce 1938.

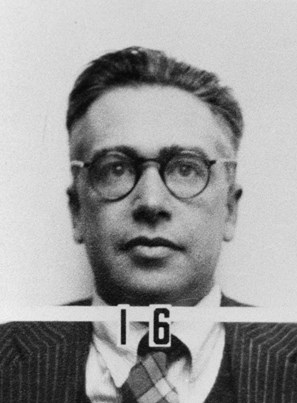
Fotografie z Los Alamos

Během jeho letní návštěvy v Berkeley v roce 1938 prosadila fašistická vláda Benita Mussoliniho v Itálii antisemitské zákony, které zakazovaly Židům působit v akademických postech. Coby Žid se tak Segrè stal emigrantem na dobu neurčitou. Lawrence mu nabídl místo výzkumného asistenta v laboratořích v Berkeley. Šlo o relativně nízkou postavenou pozici pro někoho kdo objevil výše uvedený prvek, s platem 300 dolarů měsíčně. Poté, co se však dozvěděl, že je Segrè de facto právně chycen v Kalifornii (nemohl se vrátit domů), snížil mu plat na pouhých 116 dolarů. Mimo práce v laboratoři pracoval jako přednášející na katedře fyziky Kalifornské univerzity v Berkeley.
V době jeho působení v Berkeley pomohl objevit prvek astat a izotop plutonia-239 (které bylo později použito k výrobě jaderné bomby Fat Man svržené na Nagasaki). V dubnu 1944 zjistil, že Thin Man, navržená plutoniová bomba nebude fungovat (z důvodu přítomnosti nečistot Pu-240), díky čemuž získala prioritu plutoniová implozní bomba Fat Man.
V letech 1943 až 1946 pracoval v Národní laboratoři Los Alamos jako vedoucí skupiny v rámci projektu Manhattan. V roce 1944 se stal naturalizovaným občanem Spojených států. Vyučoval na Columbia University, University of Illinois a University of Rio de Janeiro. Po svém návratu do Berkeley v roce 1946 se stal profesorem fyziky a dějin vědy a působil zde až do roku 1972. V roce 1974 se vrátil na Římskou univerzitu jako profesor jaderné fyziky.
V roce 1970 vydal biografii svého učitele Enrica Fermiho (Enrico Fermi: Physicist, University of Chicago Press).
Segrè byl rovněž aktivním fotografem a pořídil mnoho fotografií dokumentující události a osoby v historii moderní vědy. Americký institut fyziky po něm na jeho počest pojmenoval svůj fotografický archiv dějin fyziky. Segrè zemřel ve věku 84 let na srdeční infarkt.